# José María Vigil Gallego
José María Vigil Gallego (Zaragoza, 22 de agosto de 1946) es un teólogo latinoamericano que se ha significado en los campos de la teología y la espiritualidad de la liberación, la teología del pluralismo religioso y los nuevos paradigmas. Claretiano desde 1964 y sacerdote católico desde 1971. Está naturalizado nicaragüense y vive actualmente en Panamá. Es conocido por sus numerosos escritos, su actividad editorial y cibernética, sus servicios desde la Asociación de Teólogos y Teólogas del Tercer Mundo (EATWOT), la coordinación de los Servicios Koinonía y de la Agenda Latinoamericana Mundial, su teología del pluralismo religioso y en los últimos años, sus aportaciones teológicas desde la perspectiva de los «nuevos paradigmas».

## Biografía
Nacido en Zaragoza, España en 1946, naturalizado nicaragüense en Managua en 1988, desde principios de la década de 1980 vive y trabaja en América Latina.
Hizo el bachiller (1956-1963) en el colegio La Salle de Zaragoza. Profesó con los Misioneros Claretianos en 1964, estudió filosofía (1965-1967) en Segovia, y teología (1968-1971) en el Teologado Claretiano Hispanoamericano de Salamanca, y siendo ordenado sacerdote en esa ciudad en 1971.
Publicó su primer artículo en 1969 (en el Diario de León), y su primer libro en 1975, en Valencia (España), editorial EDICEP. Desde entonces ha publicado varios cientos artículos en revistas teológicas y pastorales, y en periódicos.
Acompañó durante trece años Nicaragua, donde se naturalizó. Trabajó en el Departamento Teológico y de Comunicaciones del CAV, Centro Ecuménico Antonio Valdivieso, de cuya revista «Amanecer» también fue director por un tiempo. Acompañó pastoralmente comunidades de base de Managua (barrio Mons. Lezcano y 15 de septiembre) y rurales, de varios puntos del país, especialmente Estelí. 
Asistió al nacimiento del SICSAL, Secretariado Internacional Cristiano de Solidaridad con América Latina, bajo los auspicios de Mons. Sergio Méndez Arceo, y colaboró con Pedro Casaldáliga en sus giras de solidaridad por Centroamérica y México. Fue asesor teológico del SICSAL. 
Desde 1987 participó en las reuniones del grupo de teólogos autores de la famosa colección internacional de Teología de la Liberación, encabezada por la editorial Vozes, de Petrópolis, Brasil, hasta que la colección fue bloqueada por el cardenal Ratzinger desde la Congregación para la Doctrina de la Fe. Siguió participando luego durante muchos años en el grupo de teólogos «Amerindia». En 1987 ingresó en la EATWOT (Ecumenical Association of Third World Theologians). En 2006, en la Asamblea General de Johannesburgo, Sudáfrica, fue elegido coordinador de la «Comisión Teológica Latinoamericana», para el quinquenio 2006-2011, período en el que dicha comisión fungió también como «Comisión Teológica Internacional» de la EATWOT. En 2011 fue reelegido para el mismo cargo, para el período 2011-2016. 
Es miembro activo del Consejo Internacional del WFTL (World Forum on Theology and Liberation). Participó desde el inicio (2001) en la articulación de la presencia de la teología de la liberación en el Foro Social Mundial.

## Formación académica
Se graduó en Teología Sistemática en la Universidad Pontificia de Salamanca (septiembre 1972), obteniendo su licenciatura en Teología Sistemática en la Universidad de Santo Tomás (Angélicum, Roma, 1974). Inició estudios de Psicología Clínica en la Escuela Superior de Psicología de la Universidad Pontificia de Salamanca, terminando su licenciatura en Psicología en la UCA, Universidad Centroamericana de Managua (1992). Es doctor en Educación con especialidad en mediación pedagógica por la Universidad La Salle de San José de Costa Rica (2008), con énfasis personal en Nuevos Paradigmas. Ha realizado un posdoctorado en Ciencias de la religión en la Pontificia Universidad Católica de Belo Horizonte, Brasil (2013). 

## Principales trabajos
Fue profesor de teología en el Centro Regional de Estudios Teológicos de Aragón (CRETA), de la Universidad Pontificia de Salamanca en los años 70 y 80, y en la Universidad Centroamericana de Managua (UCA) en los años 80 y 90. 
Publica con Pedro Casaldáliga anualmente, desde 1992, la Agenda Latinoamericana en 18 países y 5 idiomas.
Ha dirigido la serie de libros colectivos «Por los muchos caminos de Dios» (Abya Yala, Quito, Ecuador), con la participación de más de 70 teólogos y teólogas. Es la obra latinoamericana sobre el tema más amplia en contenidos y en autores/as latinoamericanos/as participantes. La serie, de cinco volúmenes, ha sido publicada en cuatro idiomas simultáneamente: castellano, portugués, italiano e inglés.
Trabaja teológicamente en internet desde el equipo de los Servicios Koinonía, que fundó en abril de 1993. Es el portal de internet que ofrece el servicio bíblico y la revista de teología en línea en español más antiguos en la red.
Desde 2006 coordina la Comisión Teológica Latinoamericana de la EATWOT (conocida en América Latina como ASETT, Asociación Ecuménica de Teólogos del Tercer Mundo); dicha Comisión Teológica Latinoamericana durante los dos últimos períodos funge también como International Theological Commission de la EATWOT. Es editor general de «VOICES of the Third World», revista teológica digital de la EATWOT, públicamente disponible. 
En misma editorial Abyayala, de Quito (Ecuador), dirige la colección «Tiempo Axial». La colección abarca libros de frontera que abordan la temática de los «nuevos paradigmas», como el paradigma moderno, el final de los llamados «dos pisos» en la forma de mirar el mundo, la visión pluralista, las desconcertantes perspectivas que abre la física cuántica, la interculturalidad, la filosofía procesual, el posteísmo, el paradigma pos-religional, la nueva epistemología, el nuevo paradigma arqueológico-bíblico, etc. 
Desde 2004 es asiduo participante en los Encuentros Internacionales del CETR (Centro de Estudio de las Tradiciones Religiosas) de Barcelona. Sus ponencias figuran en los ya más de 10 libros publicados anualmente con las actas de los Encuentros.
Ha sido profesor invitado en cursos, Congresos y Simposios internacionales de varias Universidades latinoamericanas, como la Xaveriana de Bogotá, la UNISINOS de São Leopoldo, la Pontificia Universidad Católica de Belo Horizonte, la Universidad Nacional de Costa Rica, el ITESO de Guadalajara (México) y el sistema de universidades jesuitas de México, la Universidad Metodista de São Paulo, la Universidad Iberoamericana de México, entre otras. También ha sido ponente o conferencista en cursos o eventos internacionales, como los cursos para formadores organizados por las CONFER de Perú (2011-2015) y de México (2015), o el Diálogo Multicultural de Guadalajara, México (2015), Encuentros Regionales de CEBs de América Latina y Congresos de las Comunidades Cristianas Populares del Estado español, Foro de Cristians d’Avui (Valencia, España, 2013), la International Buddist-Christian Conference en Nueva York (Union Theological Seminary, 2013), Foro Religioso de Vitoria (España, 2014), entre otros. 
Durante dos períodos consecutivos (1998-2005) ha sido secretario general de CICLA, la Confederación Internacional Claretiana de Latinoamérica, hoy llamada MICLA. En ese tiempo coordinó la creación del Diario Bíblico y su difusión a todos los países de América Latina.

## Itinerario teológico intelectual
Nacido a la vida teológica adulta con el entusiasmo del Concilio Vaticano II (1975) y su teología renovadora, a la que estuvo dedicado los primeros años de su ministerio, pronto descubrió la naciente teología latinoamericana de la liberación (1975's), que asumió e hizo suya, trasplantándose a América Latina, donde desde entonces vive y trabaja. Desde la atalaya privilegiada de la Nicaragua revolucionaria acompañó la teología militante de la frontera liberadora, las comunidades de base y la Iglesia de los pobres, colaborando estrechamente con su amigo y compañero claretiano Pedro Casaldáliga. [cita requerida]
Con el advenimiento de la llamada mundialización (1990's), ya en una tercera etapa de su itinerario intelectual, se adentró también en el campo de la teología del pluralismo religioso, rama nueva de la teología en la que ha sido uno de los más significados autores latinoamericanos. Manteniéndose dentro de la teología y del paradigma de la liberación, adoptando incluso la conocida «metodología latinoamericana» (ver-juzgar-actuar) que asumen muchos de sus textos, su libro Teología del pluralismo religioso. Curso sistemático de teología popular, ha sido saludado por Paul Knitter como el libro más representativo de la teología latinoamericana del pluralismo, y ha sido publicado en castellano, portugués, inglés, italiano y alemán. El libro está escrito no sólo de cara a la academia, sino también con un talante pedagógico que lo hace apto para poder ser utilizado en la docencia teológica y en actividades de formación de las comunidades cristianas. El libro aboga por una «relectura pluralista del cristianismo», lo que le valió la acusación doctrinal de dos obispos españoles, asumida después por la Comisión de la Doctrina de la Fe de la Conferencia Episcopal Española, lo que finalmente derivó en la imposición de un silenciamiento público de tres años (ya cumplidos) por parte de la Congregación para la Doctrina de la Fe del Vaticano. 
En los últimos años, desde su participación en el Congreso General de la CLAR (Bogotá 2009), ya en una cuarta etapa de su itinerario intelectual, ha vuelto a ampliar los horizontes de su pensamiento adentrándose en el mundo de las ciencias de la religión, atendiendo sobre todo a los cambios epistemológicos que se están produciendo en la cultura, los llamados «nuevos paradigmas» que desde las ciencias de las religiones descubrimos que están confrontando actualmente a las religiones y a la espiritualidad, en lo que muchos consideran que es un «nuevo tiempo axial» por el que estamos transitando como humanidad. A ello viene dedicando los últimos años.

## Obra

### Libros
- ¿Qué queda de la opción por los pobres?, en: Christus 58 (1993) 6 [667], 7-19 y en: RELaT 6
- La opción por los pobres. Evaluación crítica, en: RELaT 112;
- ¿Cambio de paradigma en la Teología de la Liberación?, en: RELaT 177
- Teología del pluralismo religioso. Curso sistemático de Teología Popular, Editorial Abya Yala, Quito, Ecuador 2005, 389 pp. Ediciones El Almendro, Córdoba (España) 2005, 389 pp. En: Atrio, por capítulos, en Scribd y en Academia.edu
- Escritos sobre Teología del Pluralismo 1992-2012. Libros Digitales Koinonía, y Academia.edu.
- Bajar de la cruz a los pobres: cristología de la liberación (organizador), Panamá 2007. ISBN 978-9962-00-209-3. PDF en  Servicios Koinonía y en Academia.edu.
- La política de la Iglesia apolítica. Una aportación a la teología política desde la historia. Edicep. Valencia 1975, 225 pp. PDF
- Vivir el Concilio. Guía para la animación conciliar de la comunidad cristiana, Paulinas, Madrid 1985, 238 pp. PDF
- María de Nazaret. Materiales pastorales para la comunidad cristiana, Paulinas, Madrid 1985, 172 pp. PDF
- Plan de pastoral prematrimonial. Orientación y materiales, Sal Terrae, Santander 1988, 285 pp. PDF
- Junto con Pedro Casaldáliga: Espiritualidad de la liberación. Ediciones en: Ediciones Envío, Managua 1993, 284 pp PDF; Verbo Divino, Quito 1992, 290 pp; Paulinas, Bogotá 1992, 290 pp; Sal Terrae, Santander 1992, 21993, 287 pp; CRT, México 1993, 283 pp; Lascasiana, Guatemala 1993, 283 pp; Guaymuras, Tegucigalpa 1993, 358 pp; Amigo del Hogar, Santo Domingo 1993, 315 pp; Conferre, Santiago de Chile 1993, 283 pp; Nueva Tierra, Buenos Aires, junio de 1993, 284 pp; UCA Editores, San Salvador 1993, 287 pp.; Talleres Claret, La Ceiba (Honduras) 1993, 172 pp, en: RELaT. In English: Burn & Oates, London, 1994, ISBN 086012 215 8, en: Academia.edu.
- Sobre la Opción por los pobres, J.M. Vigil (org.), con Leonardo Boff, Pedro Casaldáliga, Víctor Codina, Giuglio Girardi, Julio Lois, Albert Nolan, Jorge Pixley, Jon Sobrino. Ediciones en: Sal Terrae (colección «Presencia teológica» n.º 64), Santander 1991, 165 pp; Nicarao, Managua 1991, 151 pp; Sal Terrae, Santander 1991, 165 pp; Rehue, Santiago de Chile 1992, 139 pp; Paulinas, Bogotá 1994, 145 pp. PDF
- Aunque es de noche. Hipótesis psico-teológicas sobre la crisis espiritual de América Latina en los 90, Editorial Envío, Managua, 1996, 191 pp. PDF
- Todas las Agendas Latinoamericanas desde 1992 a 2016. También en Academia.edu.

### Artículos más significativos
- Valor salvífico de las religiones indígenas (1992). En: RELaT
- Originalidad cristiana de la Iglesia Latinoamericana (1992). En: RELaT
- La opción por los pobres es opción por la justicia y no es preferencial. En: RELaT y Academia.edu.
- Vida religiosa: lecciones de la historia (1994). En: RELaT
- Vida religiosa: ¿parábola o hipérbole (1995). En:  RELaT
- Creer como Jesús: la espiritualidad del Reino. Elementos fundantes de la espiritualidad latinoamericana (1996). En: RELaT
- Desafíos de la teología del pluralismo a la fe tradicional (2005). En: RELaT
- Un vademécum para el ecumenismo (2004). En: RELaT y en Academia.edu.
- Desafíos más hondos a la vida religiosa (2004). En: RELaT y en Academia.edu.
- Crisis de la vida religiosa en Europa (2005). En: RELaT y en Academia.edu.
- Propuesta de paradigma pos-religional (EATWOT-VOICES 2012). En: RELaT y en Academia.edu.
- Desafíos de la ecología a las religiones (2013). En: RELaT y en Academia.edu.
- Humanizar la Humanidad. Paradigma pós-religional (Horizonte 37, 2015). En: RELaT y en Academia.edu.
- El nuevo paradigma arqueológico-bíblico (VOICES, 2015). En: RELaT y en Academia.edu.
- Errores sobre el mundo que redundan en errores sobre Dios. Los desafíos de la nueva cosmología como tareas para la teología y la espiritualidad (2015). En: RELaT y en Academia.edu.